# Kikojevac
Kikojevac (cyr. Кикојевац) – wieś w Serbii, w okręgu szumadijskim, w gminie Knić. W 2011 roku liczyła 163 mieszkańców.